# Var

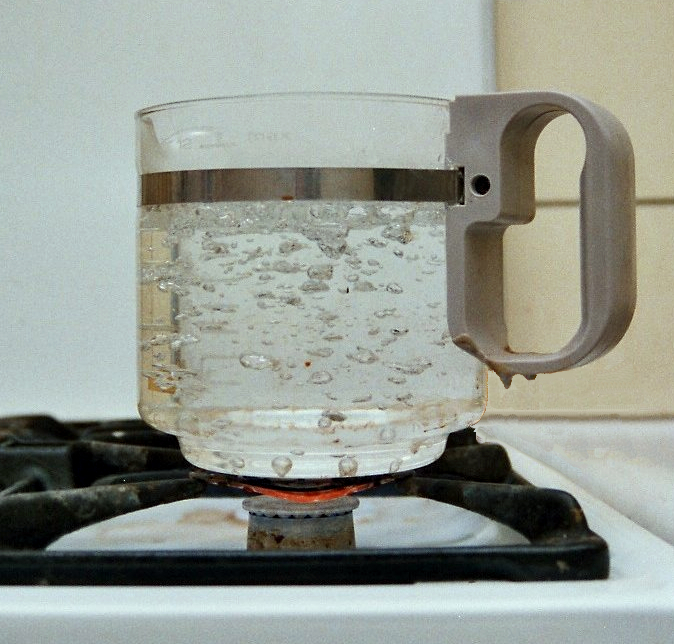
Vařící se voda

Var je skupenská přeměna, při které se kapalina mění na plyn v celém svém objemu. Tím se liší od vypařování, kdy změna kapaliny v plyn probíhá jen z povrchu kapaliny.
K varu kapaliny dochází při dosažení teploty varu. Teplota varu je různá pro různé kapaliny a její velikost je silně závislá na tlaku nad kapalinou. Z tohoto důvodu je používán i pojem normální teplota varu, kterou se označuje teplota varu za normálního atmosférického tlaku. Normální atmosférický tlak na Zemi byl stanoven jako 101 325 Pa. V uzavřené  rovnoměrně zahřívané nádobě nenastane var nikdy, neboť tlak nasycených par vody nikdy nedosáhne tlaku okolí.

## Vliv tlaku nad kapalinou
Teplota varu kapaliny je závislá na tlaku plynu nad kapalinou. U vody se běžně udává za normálního atmosférického tlaku teplota varu 100°C. Podle aktuálních měření je to 99,97°C.
Teplota varu vody v běžných nadmořských výškách, kde je přirozeně nižší atmosférický tlak je např.:
- v 1500 m n. m. 95,0°C
- v 3000 m n. m. 90,9°C
- v 8000 m n. m. 81,4°C
- v 10 000 m n. m. 78,9°C[4]

Jev platí i naopak. Při vyšších tlacích, např. v tlakovém hrnci (též Papinově hrnci), je tlak obvykle 200 - 300 kPa a tomu odpovídá teplota varu vody 120 - 134°C. Při tlaku vzduchu řádově v desítkách MPa, může voda vřít i při teplotách až nad 300°C. Jev končí v tzv. kritickém bodě, kdy voda pod tlakem 22,13 MPa vře při teplotě 374,15°C. Při vyšší teplotě nebo tlaku mizí rozdíl mezi kapalinou a její párou a tato substance se nazývá nadkritická tekutina. Voda má při varu v kritickém stavu hustotu pouze 328 kg/m3, což je výrazně méně než její hustota za běžných podmínek 1000 kg/m3.
Teplo potřebné ke změně skupenství při varu se nazývá skupenské teplo varu.

## Var v kuchyni
Převaření a následné ochlazení vody se používá jako účinný prostředek dezinfekce vody. Vařící voda během krátké doby usmrtí většinu bakterií.
Při vaření ve vyšších nadmořských výškách je třeba počítat s nižší hodnotou teploty varu vody. Z toho vyplývá např. delší doba vaření, mírně odlišná chuť vařeného jídla nebo louhování čaje při nižší teplotě.
Teplota varu vody se může měnit i v závislosti na chemických příměsích rozpuštěných ve vodě, např. soli nebo cukry. Vědní obor Ebulioskopie se zabývá změnou teploty varu kapaliny při přidání rozpuštěných látek. Přidáním soli nebo cukru, potřebuje voda více tepla k dosažení varu. Při rozpouštění látky ve vodě dochází také ke zvýšení hustoty a většímu množství energie potřebnému k překonání intermolekulárních sil. To vše vede k výsledné vyšší teplotě varu.